# Samuraj i kowboje
Samuraj i kowboje (fr. Soleil rouge) – francusko-włosko-hiszpański western z 1971 roku w reżyserii Terence’a Younga.

## Fabuła
Stany Zjednoczone lat 70. XIX wieku. Przez Dziki Zachód podąża pociąg wiozący do Waszyngtonu ambasadora Japonii. Dyplomata wiezie osobisty podarunek cesarza Japonii dla prezydenta Stanów Zjednoczonych – zdobiony złotem miecz samurajski. Pociąg zostaje jednak napadnięty przez grupę rzezimieszków, którzy oprócz przewożonego w pociągu transportu złota, rabują miecz, zabijając jednego z próbujących bronić go samurajów. Bandytami dowodzi bezwzględny Gauche, który po obrabowaniu pociągu usiłuje też zabić jednego ze swoich wspólników – rewolwerowca Linka. Link jednak uchodzi cało i wraz z jednym z samurajów rozpoczyna poszukiwania Gauche'a. Obydwaj pałają żądzą zemsty, obydwaj mają jednak inne plany wobec bandyty. Samuraj imieniem Kuroda chce odzyskać miecz, a Link należne mu złoto. Ci dwaj odmienni pod wieloma względami ludzie, pochodzący z różnych światów, początkowo nie potrafią odnaleźć wspólnego języka i wzajemne towarzystwo traktują jako zło konieczne. Samuraj to szlachetny idealista, człowiek honoru kierujący się zasadami kodeksu Bushidō. Rewolwerowiec zaś to nieuznający żadnych zasad cynik dla którego najważniejszym celem w życiu są pieniądze. Tych dwóch ludzi dzieli wzajemna, skrajna nieufność. Z czasem jednak, podczas podróży pełnej niebezpieczeństw, kiedy jeden za drugiego musi „nadstawić karku”, zaczynają darzyć się szacunkiem.
Działając według planu Linka, porywają kobietę Gauche'a – Cristinę i proponują mu wymianę: Cristina w zamian za miecz i złoto. Gdy spotykają się w umówionym miejscu, zostają niespodziewanie zaatakowani przez dużą grupę Komanczów. W walce ginie większość członków bandy Gauche'a, jednak dzielnemu i perfekcyjnie władającemu mieczem samurajowi oraz świetnym rewolwerowcom jakimi są Gauche i Link udaje się odeprzeć przeciwnika. Po walce, gdy samuraj odzyskuje już upragniony miecz i próbuje zabić Gauche'a, pada od jego kul. Gauche triumfuje, pomimo rany odniesionej w walce z Indianami, wie, że Link musi udzielić mu pomocy i nie może go zabić, bowiem tylko on wie gdzie ukryte jest złoto. Myli się jednak – śmierć japońskiego towarzysza nagle zaczyna znaczyć dla Linka więcej niż złoto. Gauche pada od jego kul. Spełniając prośbę umierającego samuraja, Link zwraca miecz japońskiemu ambasadorowi, wieszając go na drutach telegraficznych przy trasie przejazdu pociągu, którym podróżuje dyplomata.

## Obsada
- Charles Bronson – Link
- Alain Delon – Gauche
- Toshirō Mifune – Kuroda
- Ursula Andress – Cristina
- Capucine – Pepita

Odtwórcy głównych ról pochodzili z: USA (Charles Bronson), Japonii (Toshirō Mifune), Francji (Alain Delon) i Szwajcarii (Ursula Andress), reżyser filmu był Brytyjczykiem (Terence Young), a sam film nakręcono w hiszpańskiej Andaluzji (prowincja Almería).